# 錫拉邁埃
錫拉邁埃是愛沙尼亞東維魯縣的一個城市型市鎮，位於芬蘭灣南岸，距離縣治約赫維以東24公里、第三大城市納爾瓦以西25公里。面積11.88平方公里，2021年人口12,386人。
蘇聯時期因為鈾加工被列為保密行政區 （早期使用當地的礦藏，後來由捷克斯洛伐克、羅馬尼亞等地進口）。

## 图册

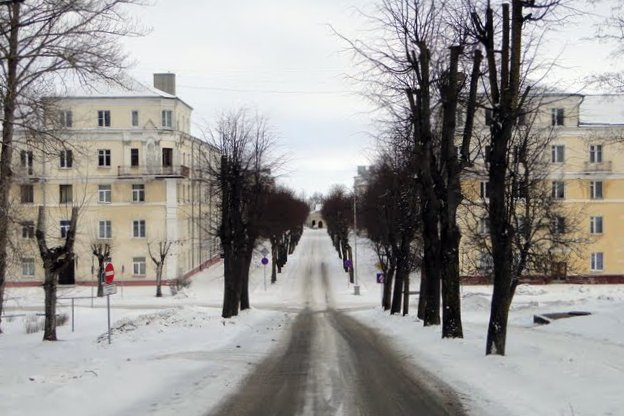
城市冬日